# Jon Horst
Jonathan Randall Horst, detto Jon (Sandusky, 16 aprile 1983), è un dirigente sportivo statunitense, dal 2017 general manager dei Milwaukee Bucks in NBA.

## Carriera
Ha iniziato a lavorare in NBA a soli 22 anni, ricoprendo un ruolo dirigenziale con i Detroit Pistons. Nel 2008 è passato ai Milwaukee Bucks, venendo nominato Director of Basketball Operations e occupandosi della parte finanziaria; nel 2017 è diventato il general manager della franchigia. Nel 2019 ha vinto il premio di NBA Executive of the Year Award, dopo che i Bucks avevano concluso la regular season con il miglior record e avevano raggiunto la finale di Eastern Conference.